# نيكولاي كيبالتشيتش
نيكولاي إيفانوفيتش كيبالتشيش (بالروسية: Николай Иванович Кибальчич)‏؛ (بالأوكرانية: Микола Іванович Кибальчич)‏؛ (بالصربية: Никола Кибалчић)‏؛ (19 أكتوبر 1853 - 3 أبريل 1881) هو ثوري روسي من أصل أوكراني-صربي شارك في اغتيال القيصر ألكسندر الثاني بصفته خبير المتفجرات الرئيسي لمنظمة نارودنايا فوليا (إرادة الشعب)، وكان أيضًا رائدًا في مجال الصواريخ. وكان ابن عم بعيد للثوري فيكتور سيرج.

## النشأة
ولد في كوروب، كروليفتسكي أويزد، محافظة تشرنيغوف (أوكرانيا الحالية) في عام 1853 لعائلة دينية، وكان ابنًا لكاهن أبرشية أرثوذكسية. دخل صالة للألعاب الرياضية في عام 1864 ولكن قُبل لاحقًا في مدرسة اللاهوت. لكنه عاد إلى المدرسة الثانوية وحصل على الميدالية الفضية بعد عدة سنوات.. وفي عام 1871 التحق بمعهد سانت بطرسبرغ لمهندسي السكك الحديدية وفي عام 1873 التحق بأكاديمية سانت بطرسبرغ الطبية العسكرية لدراسة الطب، وعمل على تجارب الدفع الصاروخي النبضي.

## سيرة شخصية
في أكتوبر 1875، ألقي القبض عليه لإقراضه كتابًا محظورًا لفلاح. أمضى 3 سنوات في السجن، قبل أن يحكم عليه بالسجن لمدة شهرين. انضم إلى نارودنايا فوليا في عام 1878، ليصبح خبير المتفجرات الرئيسي لديهم.

### الحواشي
1. ↑  А. М. Прохорова, ed. (1969), Большая советская энциклопедия: [в 30 т.] (بالروسية) (3rd ed.), Москва: Большая российская энциклопедия, Кибальчич Николай Иванович, OCLC:14476314, QID:Q17378135
2. ↑   https://www.nmspacemuseum.org/inductee/nikolai-i-kibalchich/. اطلع عليه بتاريخ 2023-07-17. {{استشهاد ويب}}: |url= بحاجة لعنوان (مساعدة) والوسيط |title= غير موجود أو فارغ (من ويكي بيانات) (مساعدة)
3. ↑  Space Pioneers Enshrined (بالإنجليزية), Las Vegas, 6 Oct 1976, p. 6, QID:Q55284879{{استشهاد}}:  صيانة الاستشهاد: مكان بدون ناشر (link)
4. ↑  Serge 2002، صفحة 2.
5. 1 2  Solymar 2013، صفحة 115.
6. 1 2 3 4 5  Kizilova 2008.
7. 1 2  Famous scientists.

### فهرس
- "Кибальчич Николай Иванович" [Kibalchich Nikolay Ivanovich]. Famous scientists (بالروسية). Archived from the original on 2023-03-23. Retrieved 2023-12-31.

- Croft, Lee B. (2006). Nikolai Ivanovich Kibalchich: Terrorist Rocket Pioneer (بالإنجليزية). Lulu.com. ISBN:978-1-4116-2381-1. Archived from the original on 2022-02-17.

- Kizilova، Anna (10 أبريل 2008). "Nikolai Kibalchich - Science for Terrorism". Russia-IC. Guarant-InfoCentre. مؤرشف من الأصل في 2023-06-01. اطلع عليه بتاريخ 2023-12-31.

- Serge، Victor (2002). Memoirs of a Revolutionary. University of Iowa Press. ص. 2. ISBN:9780877458272. مؤرشف من الأصل في 2023-10-10. اطلع عليه بتاريخ 2020-05-16.

- Solymar، Laszslo (21 نوفمبر 2013). Anatomy of Assassinations: from biblical times to the end of the second millennium. أوثر هاوس. ص. 115. ISBN:978-1-491-88182-8. مؤرشف من الأصل في 2023-04-26.

- Whistler، Simon (23 أكتوبر 2020). "Project Orion: America's Cold War Plan for Nuclear-Powered Space Exploration". Megaprojects. مؤرشف من الأصل في 2023-10-07. اطلع عليه بتاريخ 2023-12-31 – عبر يوتيوب.